# Estadi Municipal de Chapín
L'Estadi Municipal de Chapín és l'estructura més representativa del complex esportiu homònim situat pròxim al centre històric de Jerez de la Frontera, Andalusia.
El 1988 va ser inaugurat amb la intenció de reemplaçar a l'antic Estadi Domecq que va ser derrocat. El 2002 va ser reformat completament per albergar els Jocs Ecuestres Mundials de 2002. Després de la celebració d'aquest esdeveniment, l'estadi va tornar a ser adaptat per a acollir altres disciplines esportives i actes públics.
Un aspecte representatiu de l'estadi és la ubicació de dues grans edificis annexos. En un dels seus cantons, entre tribuna i fons nord, se situa l'hotel de quatre estrelles AC Chapín, amb habitacions i una terrassa amb vista a l'interior del recinte. En el cantó oposat, entre preferent i fons sud, es troba emplaçat un Centre d'Alt Rendiment.

## Història
L'Estadi Municipal Chapín de Jerez va ser inaugurat el 24 d'agost de 1988 a les 22 hores amb la visita del Reial Madrid Club de Futbol per a disputar un partit amistós contra el primer equip de la ciutat, el Xerez CD, que va guanyar 1-0.
L'estadi original tenia la base de l'actual, però no tenia teulada en la totalitat de les graderies com actualment, i els cantons entre graderies es trobaven lliures per a facilitar l'accés directe des de l'exterior a les pistes d'atletisme. La capacitat era de 17.500 espectadors.

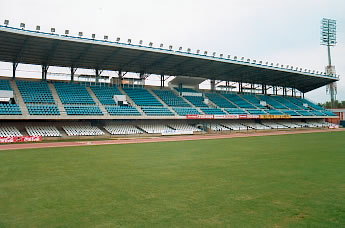
Antic estadi de Chapín

En la prova de 300 metres celebrada durant la III Reunió Internacional d'Atletisme Ciudad de Jerez, celebrada en Chapín el 3 de setembre de 1990, va ser batut el record del món per dos atletes, el cubà Roberto Hernández i el nord-americà Danny Everett, que en la mateixa carrera van fer el mateix temps (31,48 segons). Aquesta marca va estar vigent com record del món durant 10 anys, fins que el nord-americà Michael Johnson va realitzar una marca de 30,85 segons.
Amb motiu de la celebració dels Jocs Eqüestres Mundials de 2002 l'estadi va experimentar una important remodelació.
Actualment la instal·lació té capacitat per a 20.745 espectadors, 23 llotges VIP, una llotja presidencial de 157 butaques, essent considerat pels tècnics especialitzats com un dels millors i més moderns d'Espanya i d'Europa. Entre les seues característiques podem citar la comoditat dels seus accessos, amb 22 portes, l'amplitud de les seues escales i passadissos interns, un ascensor que comunica la llotja presidencial amb la resta de les llotges i l'eixida (porta 3) i el fet que totes les localitats estiguen protegides per teulades estructurals.

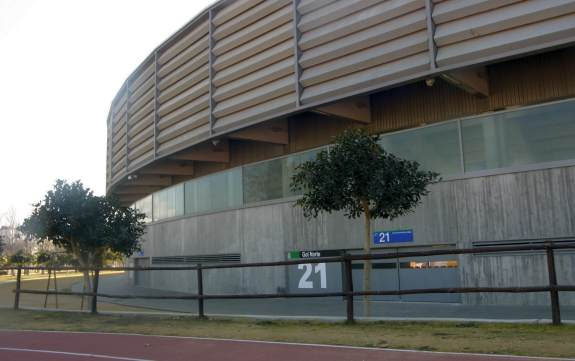
Accessos a l'estadi.

L'estadi conta en les seues dependències internes amb set vestidors, dues sales de premsa, deu cabines de retransmissió i deu ubicacions per a pupitres amb connexió a la xarxa, zona mixta, dues-centes taquilles individuals i pista d'escalfament.
Així mateix, l'Estadi Municipal Chapín compta amb una Unitat de Control d'Organització que posseeix nombroses càmeres de vigilància interna en els accessos, amb un espai en la mateixa per a controlar el videomarcador i la megafonia. Arran d'un acord afavorit per l'Ajuntament de Jerez de la Frontera i el Xerez CD, la Lliga de Futbol Professional va realitzar obres de millora de la seguretat interna i externa que han introduït els torns en els accessos, megafonia exterior, telecomunicacions entre els operaris durant els partits, etc. El cost d'aquestes obres de millora ascendeix a dos milions d'euros i va ser assumit per la LFP.

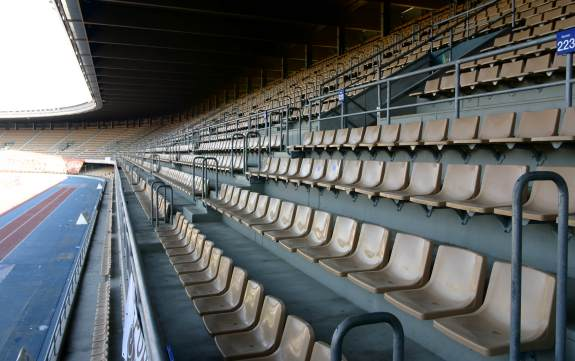
Vista interior de l'estadi

Altre aspecte cridaner de la reforma de l'estadi, és l'eliminació de les tradicionals torretes de llum, per a posar un anell de llums que està adherit a la cornisa interior de la coberta d'aquest. El recinte esportiu es completa amb una pista d'atletisme annexa, un palau d'esports i una gran prada hípica.
Igualment, dins de l'estructura de l'estadi se situen l'Hotel AC i el centre d'alt rendiment de Chapín, on se situa el Centro Municipal de Medicina del Deporte (Centre Municipal de Medicina de l'Esport en català).

## Successos esportius

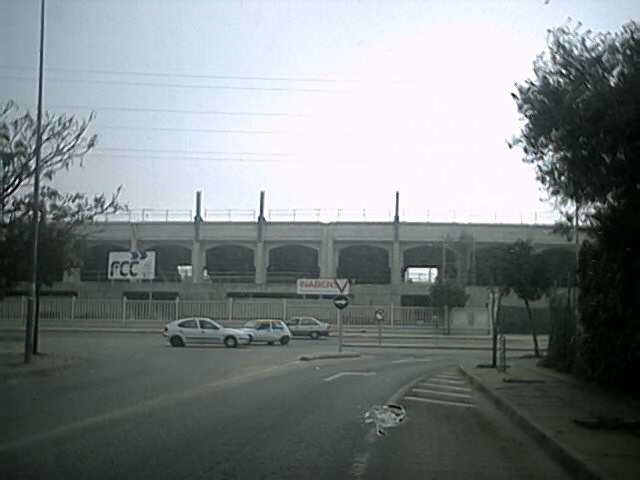
Estadi de Chapín en obres per als Jocs Eqüestres

Ha sigut seu de l'encontre amistós entre les seleccions de futbol de la selecció espanyola i Alemanya de futbol el 1995, amb un resultat d'empat a zero. En desembre de 2007 es jugà un amistós entre les seleccions de futbol d'Andalusia i la Zàmbia

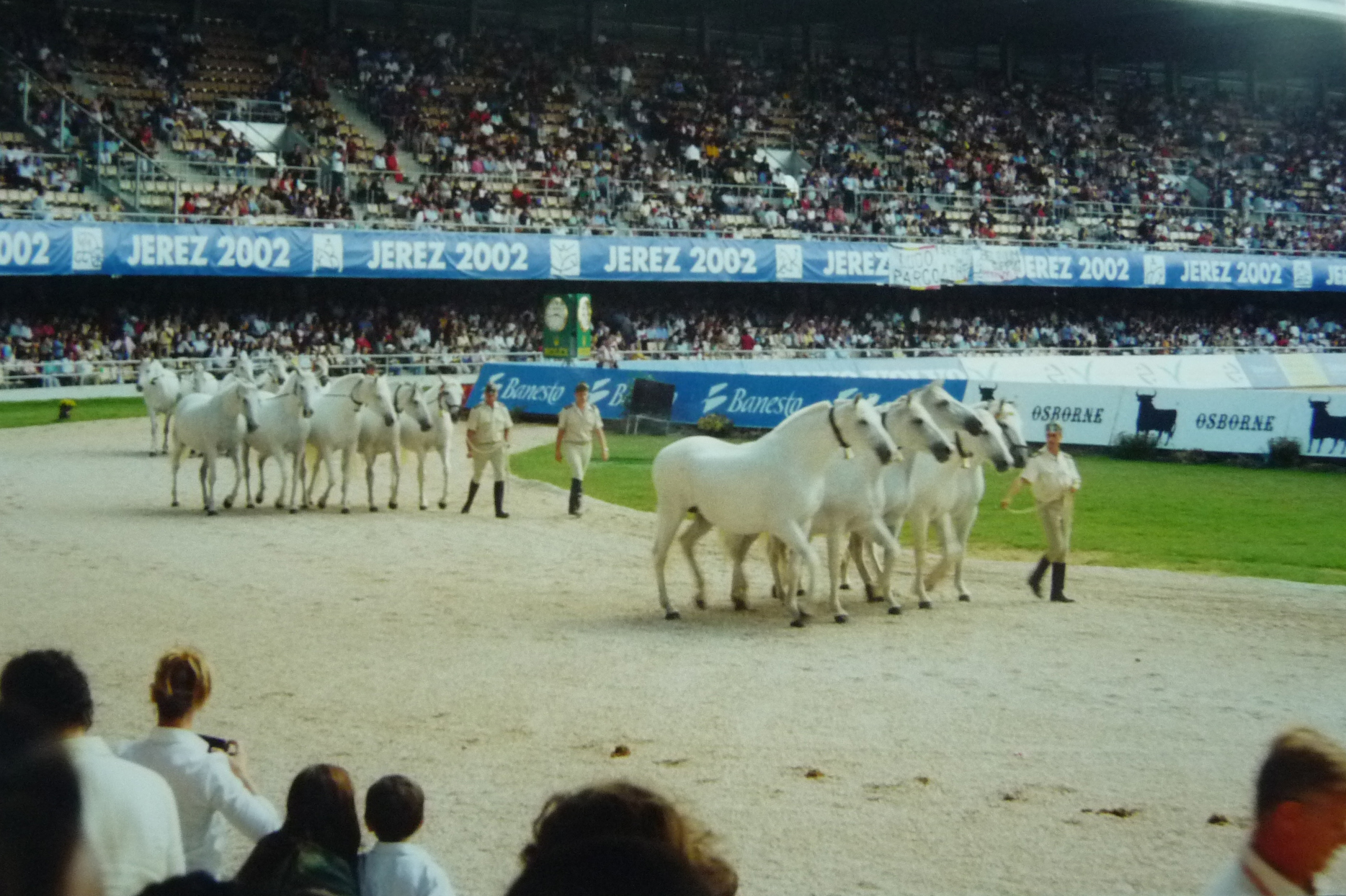
Estadi de Chapín

L'Estadi Municipal de Chapín és sovint emprat per celebrar altres esdeveniments esportius a part dels partits de futbol dels equips de la ciutat. El complex fou seu dels Jocs Eqüestres Mundials de 2002.
També destaca com a seu per nombroses cites d'atletisme. Ha sigut seu de les següents proves:
| Data                     | Prova                                    |
| 28 de juny de 1988       | I Reunió Internacional Ciudad de Jerez   |
| 13 de setembre de 1989   | II Reunió Internacional Ciudad de Jerez  |
| 2 al 3 de juny de 1990   | Copa d'Europa de Clubs - Final A         |
| 10 al 12 d'agost de 1990 | Campionat d'Espanya Absolut              |
| 3 de setembre de 1990    | III Reunió Internacional Ciudad de Jerez |
| 1 al 2 de juny de 1991   | Copa d'Europa de Clubs - Final A         |
| 2 al 3 d'agost de 2003   | Campionat d'Espanya Absolut              |
| 24 de juny de 2008       | Gran Premi d'Andalusía Ciudad de Jerez   |

En l'estiu de 2007, el Pabellón de Deportes (Pavelló dels esports en català), al mateix recinte, fou seu del partit amistós entre les seleccions de Bàsquet d'Espanya i la de Veneçuela.
El 2009 serà una de les quatre seus de la Copa de la Pau, junt a Sevilla, Màlaga i Huelva, competició que reuneix els millors clubs de futbol de tot el món.

## Accessos
L'estadi està ben comunicat, els mitjans de transport més utilitzats són:
- Ferrocarril, l'estació de Jerez de la Frontera es troba a uns 15 minuts a peu del recinte esportiu de Chapín.
- Autobús urbà, la línia 6 de COJETUSA fa desocupada al costat de l'estadi, en la glorieta de les Olimpíades. Els dies de partit hi ha autobusos especials de reforç des de diversos punts de la ciutat.
- Cotxe, l'accés més còmode i ràpid des del nord de Jerez, en estar prop d'un dels principals accessos a la ciutat. L'estadi compta amb un aparcament, a més de moltes places d'aparcament als voltants.